# 魚鱗癬
魚鱗癬（ぎょりんせん、英語：Ichthyosis）は、皮膚病の一つ。魚の鱗のように皮膚の表面が硬くなり、剥がれ落ちる病気。
遺伝子異常による皮膚表面角質の形成障害が原因と考えられており、特にケラチン1や10の遺伝子異常に起因することが示唆されている。夏は特に体温調節が難しく、根本的な治療法はまだ見つかっていない。日本においては、厚生労働省の定める小児慢性特定疾病の対象に先天性魚鱗癬が含まれている。伝染性は全くないが、外見の印象が強い症状であるため、差別・偏見の問題がある。

## 呼称
現代医学の知見とは異なるが、言葉としての日本語名「魚鱗癬」は、「魚」の「鱗」様の「癬（たむし）」、すなわち「魚の鱗のような状態になる、たむし（体部白癬）」との原義がある。
英語名 ichthyosis、および、ギリシア語名 Ιχθύαση は、古代ギリシア語「ichthӯo- （仮名転写：イクテューオ…。cf. ichthӯs、意：of fish、魚の…）」と、同じく「condition、状態」を表す語を作るギリシア語接尾辞である「-ōsīs （…オーシース。cf. -osis, la:-osus）」を連結した合成語であり、「魚の状態のもの、魚状のもの」、転じて「魚様の症状」との含意がある。
なお、英語名の発音[ìkθióusis]を仮名転写するなら、「イクシオウシス」が近似（元の古代ギリシア語音では「イクテューオーシース」）。

## 分類

### 先天性（遺伝性）魚鱗癬

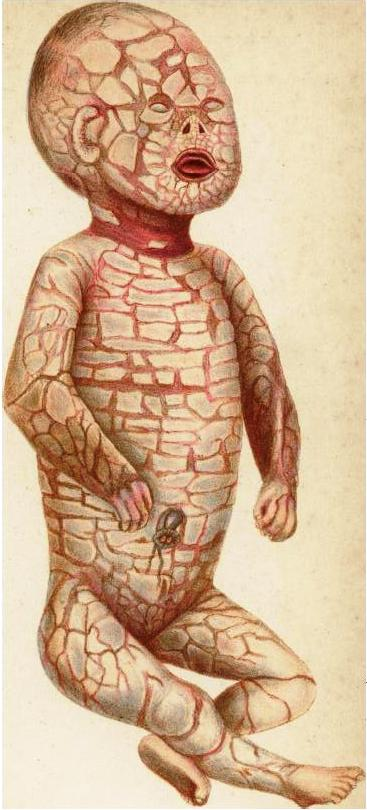
道化師様魚鱗癬の胎児

#### 尋常性魚鱗癬
［じんじょうせい ぎょりんせん］
常染色体優性遺伝形式をとる。生まれたときは症状がないが、乳幼児期になってから発症する。ほぼ全身の皮膚が極度に乾燥し、特に四肢の伸側（腕の外側）と下腿の前面（太腿や脛）に強く出る。肘窩・膝窩・外陰部には皮疹が生じない。皮膚症状は夏に軽快し、冬に増悪。汗がほとんど出ない場合が多いため、体温調節が難しく、夏場は熱中症になりやすく、冬は角化による亀裂によって歩行に支障をきたす場合もある。また、成人になると自然軽快する場合もある。アトピー性皮膚炎を合併することがある。治療はサリチル酸ワセリン・尿素軟膏・ビタミンA軟膏を使用する。難治性。鮫肌とは全く別のものである。

#### 伴性遺伝性尋常性魚鱗癬
［はんせいいでんせい じんじょうせい ぎょりんせん］
男児のみ。生まれたときは症状がないが、乳幼児期になってから発症する。肘窩・膝窩にも発疹が生じるという違いがある。　関連語：伴性遺伝。

#### 水疱型先天性魚鱗癬様紅皮症
［すいほうがた せんてんせい ぎょりんせんよう こうひしょう］
全身が赤くなり、古い皮膚が厚い鱗状に角化。硬くてごわごわした水疱をともなうのが特徴。ウイルスなどから体を守る皮膚機能の低下で、感染症にかかりやすく体温調節も困難である。水疱がないものは「非水疱型先天性魚鱗癬様紅皮症」と言い、30万- 50万人に1人がかかるとされている。

#### 葉状魚鱗癬
［ようじょう ぎょりんせん］
非水疱型先天性魚鱗癬様紅皮症の一つで、トランスグルタミナーゼ1遺伝子の変異によりおこる。

#### 道化師様魚鱗癬
［どうけしよう ぎょりんせん］
常染色体劣性遺伝形式をとる。生まれたときより発症する。生まれたとき、菱形にめくれた皮膚が道化師（アルレッキーノ）の衣装を連想させるため、「道化師様胎児（collodion baby、Harlequin disease)」と呼ばれることがある。比較的近年までは脱水、感染症、呼吸困難などにより生後数日以内に死亡する重篤な遺伝病であったが、レチノイド投与など治療法の進歩により生存率は向上している。

### 後天性魚鱗癬
ホジキン病・菌状息肉症・悪性リンパ腫などの悪性腫瘍、ビタミン欠乏症などの栄養障害、透析患者、甲状腺機能低下などが原因で生じ、遺伝はしない。

## 対策

### 日本
水疱型と非水疱型は、国の小児慢性特定疾患研究事業に認定されており18歳未満、治療継続の場合は20歳未満まで、医療費補助を受けることができた。その後、小児慢性特定疾病対策事業へと変遷し、皮膚疾患のカテゴリとして先天性魚鱗癬が全般的に含まれるようになった。令和元年（2019年）7月5日現在、治療助成の対象となる疾病の程度としては、「感染の治療で抗菌薬、抗ウイルス薬、抗真菌薬等の投与が必要となる場合」と規定されている。この助成の法的根拠は、児童福祉法 第21条の5に求めることができる。
また小児に限らず、厚生労働省が定める指定難病にも先天性魚鱗癬が含まれている（平成27年7月1日施行分の告示番号「160」）。